# Flavio Zappi
Pour les articles homonymes, voir Zappi.
Flavio Zappi (né le 28 août 1960 à Cassano Magnago) est un coureur cycliste italien des années 1980. 

## Biographie
Flavio Zappi a remporté une victoire en tant que professionnel, la deuxième étape du Tour du Trentin en 1981. Il s'est distingué en 1984 en terminant deuxième du Grand Prix de la montagne du Tour d'Italie, classement remporté par le vainqueur final Laurent Fignon. Cette même année, il se classe douzième de Milan-San Remo et dix-huitième de Paris-Roubaix.

## Palmarès

### Palmarès amateur
- 1978
  - 2e du Circuito Alzanese
- 1980
  - Piccola Sanremo
  - Coppa Bologna
  - Targa d’Oro Città di Legnano
  - 3e de la Coppa San Geo
  - 3e du Trofeo Papà Cervi
  - 3e du Gran Premio della Liberazione

### Palmarès professionnel
- 1981
  - 2e étape du Tour du Trentin

## Résultats sur les grands tours

### Tour d'Italie
3 participations
- 1981 : hors délais (9e étape)
- 1983 : 79e
- 1984 : 56e